# أوغست وارنييه
أوغست هوبير وارنييه (بالفرنسية: Auguste Warnier)‏، ولد في 8 يناير 1810 في روكروا (الأردين) وتوفي يوم 15 مارس 1875 في فرساي (سين وواز)، طبيب، سياسي فرنسي، سيموني، حاكم الجزائر ثم نائب.

## أعمال وارنييه
- حول علاج جروح الطلقات النارية بين العرب البدو في الجزائر، أطروحة طبية، مونبلييه، 1839.
- وصف وتقسيم الجزائر مع إرنست كاريت وباريس والجزائر: Hachette، 1847، 45 p. .
- الجزائر ورسالة الإمبراطور، باريس: فيرمين ديدوت فرير، 1863 .
- الجزائر أمام مجلس الشيوخ، أد. دوبوسون، 1863 .
- الجزائر أمام الرأي العام لمتابعة الجزائر أمام مجلس الشيوخ - السكان الأصليون والمهاجرون، فحص بأثر رجعي، الجزائر العاصمة: مرات الظهور دي مولوت، 1864 .
- الجزائر أمام الإمبراطور: لمتابعة «الجزائر أمام مجلس الشيوخ» و «الجزائر أمام الرأي العام» باريس: شالميل الأكبر، 1865 .
- المكاتب والمستوطنين العرب الرد على «الدستور» بعد «رسائل للسيد روهر» مع جول دوفال، باريس: شالميل الأكبر، 1869 .
- الجزائر وضحايا الحرب، أد. المطبعة دوكلاوكس، الجزائر العاصمة، 1871 .
- الحملة في المغرب، 1844: جريدة أوغست-هوبير وارنييه، هنري رينيه داللمان، بلانش جيليت أحمر، إد. الموارد البشرية من ألمانيا، 1944.

## قراءة موسعة
- Jean-François Figeac (2012). "La géopolitique orientale des saint-simoniens". Cahiers de la Méditerranée (بالفرنسية) (85): 251-268. Archived from the original on 2020-08-30..
- Rédaction L'Union (2011). "Célébrité d'ici : Auguste-Hubert Warnier". L'Union (بالفرنسية). Archived from the original on 2020-08-30..
- Vincent Wright (2007). Les préfets de Gambetta. Presses de l'université Paris-Sorbonne. ص. 420-421. مؤرشف من الأصل في 2016-03-03..
- Charles-Robert Ageron (2005). Les Algériens musulmans et la France: 1871-1919. Presses universitaires de France. ج. 1. ص. 41..
- Jean-Louis Triaud (1995). "Saint-Simoniens, bureaux arabes et «khouans»". La légende noire de la Sanûsiyya : une confrérie musulmane saharienne sous le regard français, 1840-1930. Éditions de la MSH. ج. 1. ص. 14-18. مؤرشف من الأصل في 2016-03-05..
- Monique Dondin-Payre؛ Jean Leclant (1994). La Commission d'exploration scientifique d'Algérie: une héritière méconnue de la Commission d'Égypte. Imprimerie F. Paillart..
- Gabriel Hanotaux؛ Alfred Martineau؛ Augustin Bernard (1930). "L'Algérie". Histoire des colonies françaises et de l’expansion coloniale de la France dans le monde. Éditions Plon..
- Adolphe Robert; Gaston Cougny (1889). Dictionnaire des parlementaires français (1789-1889) (PDF) (بالفرنسية). p. 557. Archived from the original (PDF) on 2022-11-28..